# إمارة بونتيكورفو
إمارة بونتيكورفو هي كيان سياسي في إيطاليا، أنشأه نابليون بونابرت بعد أن تولّى لقب ملك إيطاليا في عام 1805. تألّفت الإمارة من بلدية بونتيكورفو الواقعة حاليًا في إيطاليا، والتي كانت منذ عام 1463 جزءًا من الولايات البابوية، ضمن أراضي مملكة نابولي.
أنشأ نابليون بونابرت إمارة بونتيكورفو لصالح مارشال الإمبراطورية جان بابتيست برنادوت. وعلى الرغم من أن الإمارة كانت تُعتبر ذات سيادة اسمية، إلا أن الأمير المعيَّن كان مُلزمًا بأداء قسم الولاء أمام الملك، ما يشير إلى وجود تبعية فعلية للسلطة الإمبراطورية.
كانت إمارة بونتيكورفو كيانًا قصير العمر، إذ انتهى وجودها في عام 1815 عقب نهاية الحروب النابليونية، حيث تم التنازل عن المدينة مجددًا لصالح الولايات البابوية، لتعود إلى سيادتها السابقة قبل إنشاء الإمارة.
في عام 1820، أعلنت مدينة بونتيكورفو استقلالها عن الدولة البابوية وأقامت كيانًا قصير الأمد عُرف باسم "جمهورية بونتيكورفو". غير أن هذا الاستقلال لم يدم طويلًا، إذ عاد الحكم البابوي إلى المدينة في مارس 1821.
في عام 1860، انضمّت بونتيكورفو إلى بينيفينتو، التي كانت الجيب البابوي الآخر في جنوب إيطاليا، لتشكّلا معًا اتحادًا مع مملكة إيطاليا الحديثة التأسيس، وذلك في إطار حركة توحيد إيطاليا التي أنهت السيطرة البابوية على هذه المناطق.

## أمراء بونتيكورفو

### كارل الرابع عشر يوهان (1806–10)
كان كارل الرابع عشر يوهان، المعروف أيضًا باسم جان باتيست جول برنادوت، هو أول أمير لإمارة بونتيكورفو وحمل لقب الأمير برنادوت. لاحقًا تم انتخابه وليًا للعهد في السويد، ووافق على التنازل عن إمارة بونتيكورفو، لكن ذلك التنازل جاء بشروط لم تُحلّ أبدًا. حصل برنادوت كجزء من التعويض على مستعمرة غوادلوب الفرنسية جزئيًا، ثم تنازل عنها مقابل مبلغ مالي أسهم في تأسيس ما يُعرف بـصندوق غوادلوب.
منذ أن أصبح ملكًا للسويد في عام 1818، تم إدراج شعارات إمارة بونتيكورفو ضمن شعار النبالة السويدي الأكبر، تعبيرًا عن ارتباطه التاريخي بهذه الإمارة.

### الأمير نابليون لوسيان تشارلز مورات (1812-1815)
الأمير نابليون لوسيان تشارلز مورات هو ابن يواكيم مورات، ملك نابولي. رغم أن حكم عائلة مورات على إمارة بونتيكورفو دام فترة قصيرة لا تتجاوز ثلاث سنوات وانتهى في عام 1815، إلا أن أحفاد الأمير لوسيان لا يزالون يستخدمون بشكل غير رسمي لقب "أمير بونتيكورفو" كعنوان تكريمي لوريث لأسرة مورات. ومن بين هؤلاء، يستخدم اللقب حاليًا يواكيم مراد، الذي وُلد عام 1973.